# Listek (rośliny nienaczyniowe)

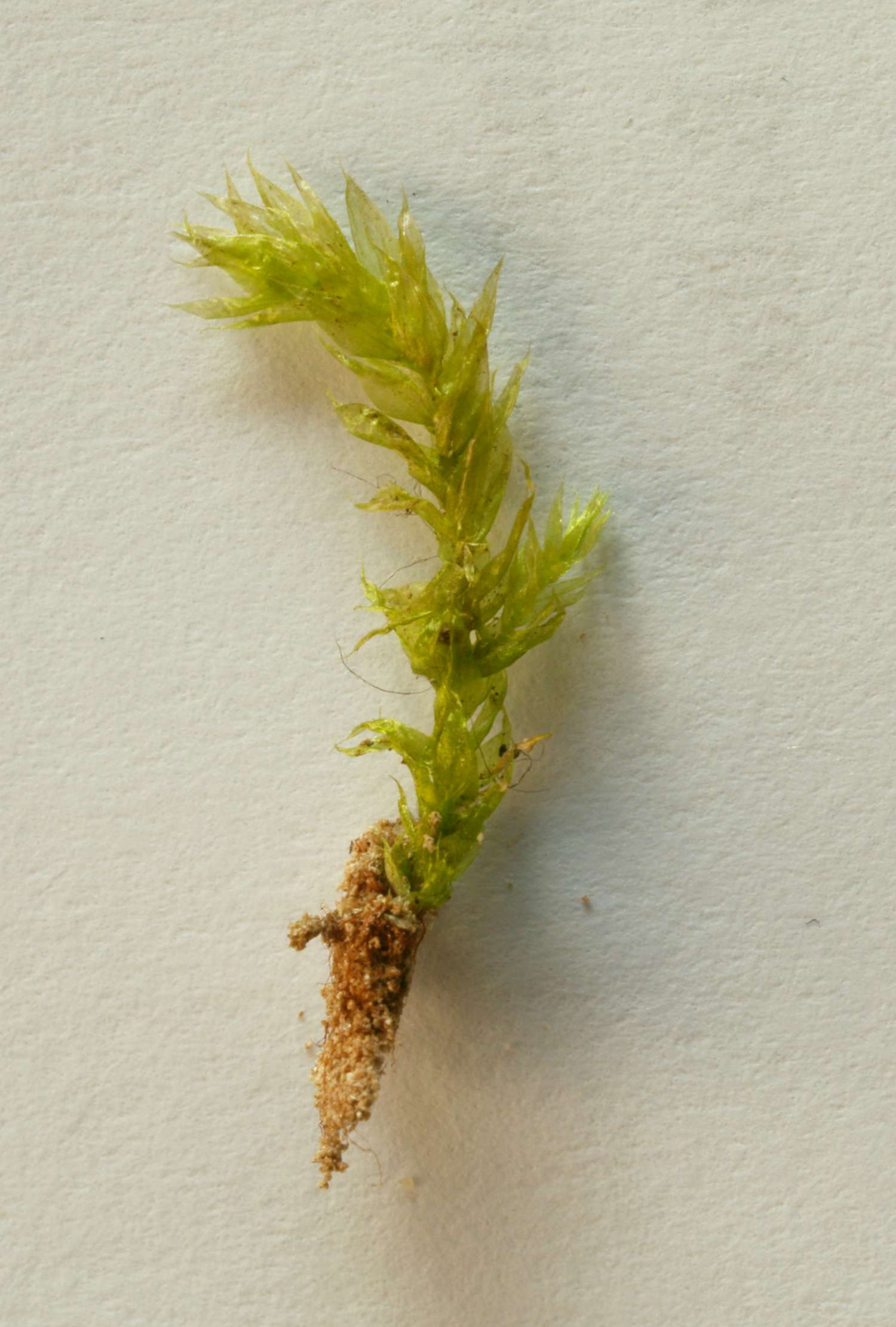
Łodyżka mchu z widocznymi listkami

Listek – organ roślinny, element budowy roślin nienaczyniowych. Są to liściokształtne struktury, podobne funkcjonalnie do liści, jednak odmienne od nich strukturalnie, ponieważ nie posiadają w swojej budowie tkanek przewodzących – drewna lub łyka.

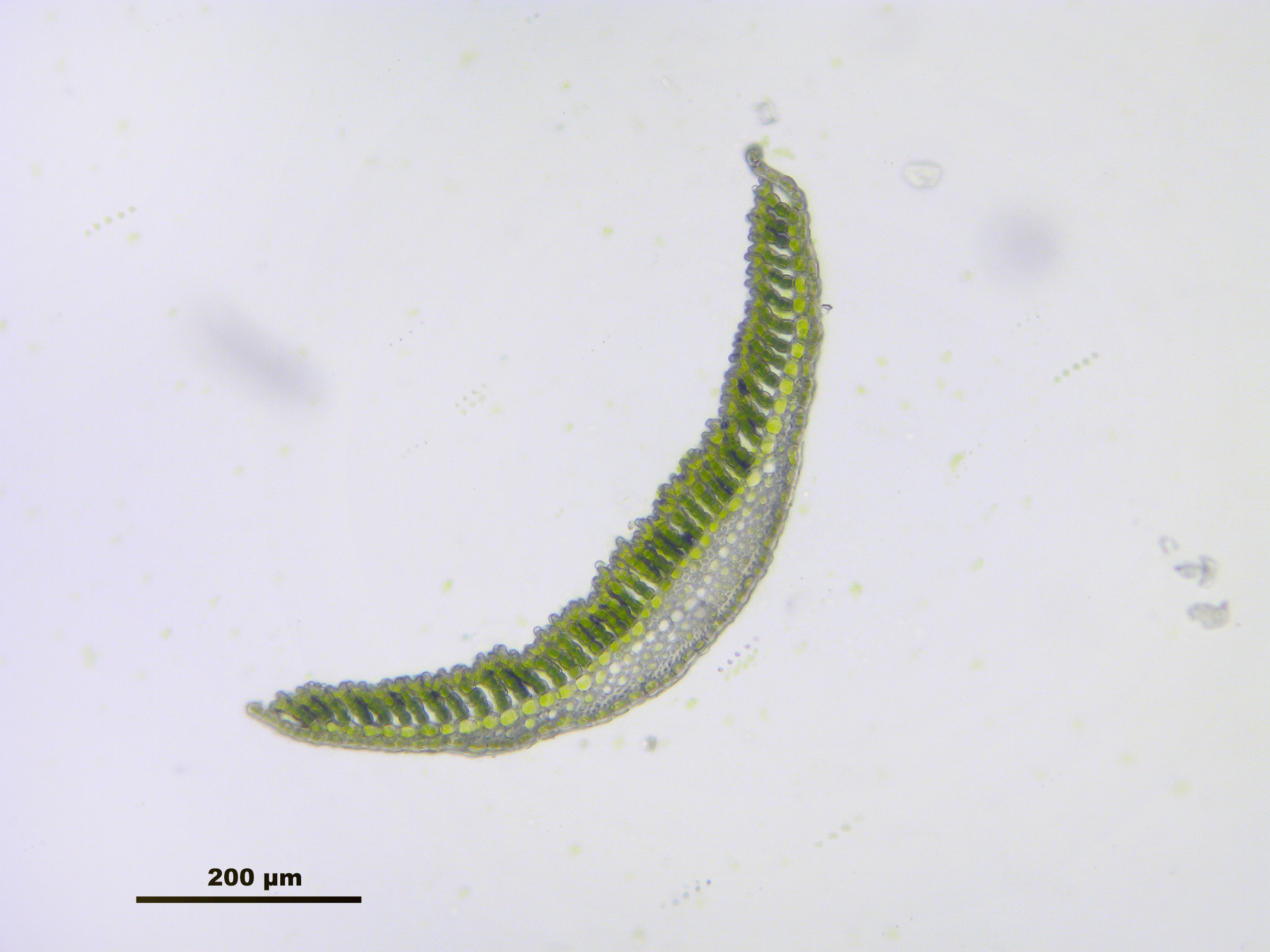
Przekrój poprzeczny listka płonnika pospolitego